# Géfosse-Fontenay
Géfosse-Fontenay és un municipi francès situat al departament de Calvados i a la regió de Normandia. L'any 2007 tenia 140 habitants.

## Demografia

### Població
El 2007 la població de fet de Géfosse-Fontenay era de 140 persones. Hi havia 54 famílies de les quals 16 eren unipersonals (4 homes vivint sols i 12 dones vivint soles), 17 parelles sense fills, 17 parelles amb fills i 4 famílies monoparentals amb fills.
La població ha evolucionat segons el següent gràfic:
Habitants censats

### Habitatges
El 2007 hi havia 101 habitatges, 60 eren l'habitatge principal de la família, 39 eren segones residències i 1 estava desocupat. Tots els 76 habitatges eren cases. Dels 60 habitatges principals, 46 estaven ocupats pels seus propietaris, 11 estaven llogats i ocupats pels llogaters i 3 estaven cedits a títol gratuït; 4 tenien dues cambres, 12 en tenien tres, 9 en tenien quatre i 34 en tenien cinc o més. 27 habitatges disposaven pel capbaix d'una plaça de pàrquing. A 35 habitatges hi havia un automòbil i a 16 n'hi havia dos o més.

### Piràmide de població
La piràmide de població per edats i sexe el 2009 era:
| Homes | Edats   | Dones |
| ----- | ------- | ----- |
| 0     | 95 o +  | 0     |
| 0     | 90 a 94 | 0     |
| 0     | 85 a 89 | 0     |
| 4     | 80 a 84 | 0     |
| 4     | 75 a 79 | 0     |
| 0     | 70 a 74 | 8     |
| 4     | 65 a 69 | 4     |
| 4     | 60 a 64 | 4     |
| 4     | 55 a 59 | 4     |
| 4     | 50 a 54 | 4     |
| 8     | 45 a 49 | 0     |
| 4     | 40 a 44 | 0     |
| 0     | 35 a 39 | 4     |
| 12    | 30 a 34 | 4     |
| 0     | 25 a 29 | 4     |
| 0     | 20 a 24 | 0     |
| 4     | 15 a 19 | 4     |
| 4     | 10 a 14 | 0     |
| 0     | 5 a 9   | 0     |
| 4     | 0 a 4   | 4     |

## Economia
El 2007 la població en edat de treballar era de 91 persones, 63 eren actives i 28 eren inactives. De les 63 persones actives 58 estaven ocupades (38 homes i 20 dones) i 4 estaven aturades (1 home i 3 dones). De les 28 persones inactives 10 estaven jubilades, 7 estaven estudiant i 11 estaven classificades com a «altres inactius».

### Ingressos
El 2009 a Géfosse-Fontenay hi havia 59 unitats fiscals que integraven 134 persones, la mediana anual d'ingressos fiscals per persona era de 17.149 €.

### Activitats econòmiques
Dels 8 establiments que hi havia el 2007, 1 era d'una empresa de construcció, 3 d'empreses de comerç i reparació d'automòbils, 1 d'una empresa de transport, 2 d'empreses d'hostatgeria i restauració i 1 d'una entitat de l'administració pública.
L'únic servei als particulars que hi havia el 2009 era un electricista.
L'únic establiment comercial que hi havia el 2009 era una peixateria.
L'any 2000 a Géfosse-Fontenay hi havia 16 explotacions agrícoles que ocupaven un total de 1.088 hectàrees.

## Poblacions més properes
El següent diagrama mostra les poblacions més properes.